# Nuraghe Oes
Il complesso archeologico del nuraghe Oes si trova nel territorio comunale di Giave, nella Sardegna centro settentrionale, sul versante nord-orientale della località chiamata Campu giavesu, nella piana di Cabu Abbas nota anche come valle dei Nuraghi, a circa ottocento metri dalla reggia nuragica di Santu Antine, nella storica regione del Meilogu..

## Descrizione e datazione
Benché già oggetto di attenzione fin dal 1826 da Petit-Radel e da Alberto La Marmora nel 1840, e successivamente da Antonio Taramelli e da Giovanni Lilliu nel secolo scorso, il nuraghe non è mai stato sottoposto a indagini di scavo e il solo rilevamento grafico che si conosca è quello effettuato dal La Marmora nel 1840.;.
Da quanto si può attualmente osservare, il nuraghe si compone di un edificio principale costituito da un mastio a tre piani con addossato un bastione bilobato disposto su due livelli a racchiudere un cortile e due torri secondarie. L'insediamento è circondato da un antemurale provvisto di torri, da un'area sacra che comprende un recinto sacro (temenos) con annesso tempietto a megaron, da alcuni resti di una tomba dei giganti, un vasto abitato e una serie di altre strutture di incerta tipologia. Secondo l'archeologo Giovanni Lilliu nella struttura sono evidenti le differenza tra il mastio eretto in epoca più antica e il corpo aggiunto in età tardiva; queste differenze evidenziano tecniche differenti di costruzione come gli anditi a gusto di piattabanda. Non è da escludere - secondo lo studioso - che in occasione delle nuove aggiunte si sia anche modificato strutturalmente il mastio stesso sostituendo le camere dalla volta a thòlos con ambienti a soffitto orizzontale ligneo: se questa ipotesi venisse confermata costituirebbe un evento eccezionale nella storia dei nuraghi. La torre centrale risalirebbe ai primi secoli del I millennio a.C. mentre il corpo aggiunto è datato anteriormente al VI secolo a.C..

## Struttura

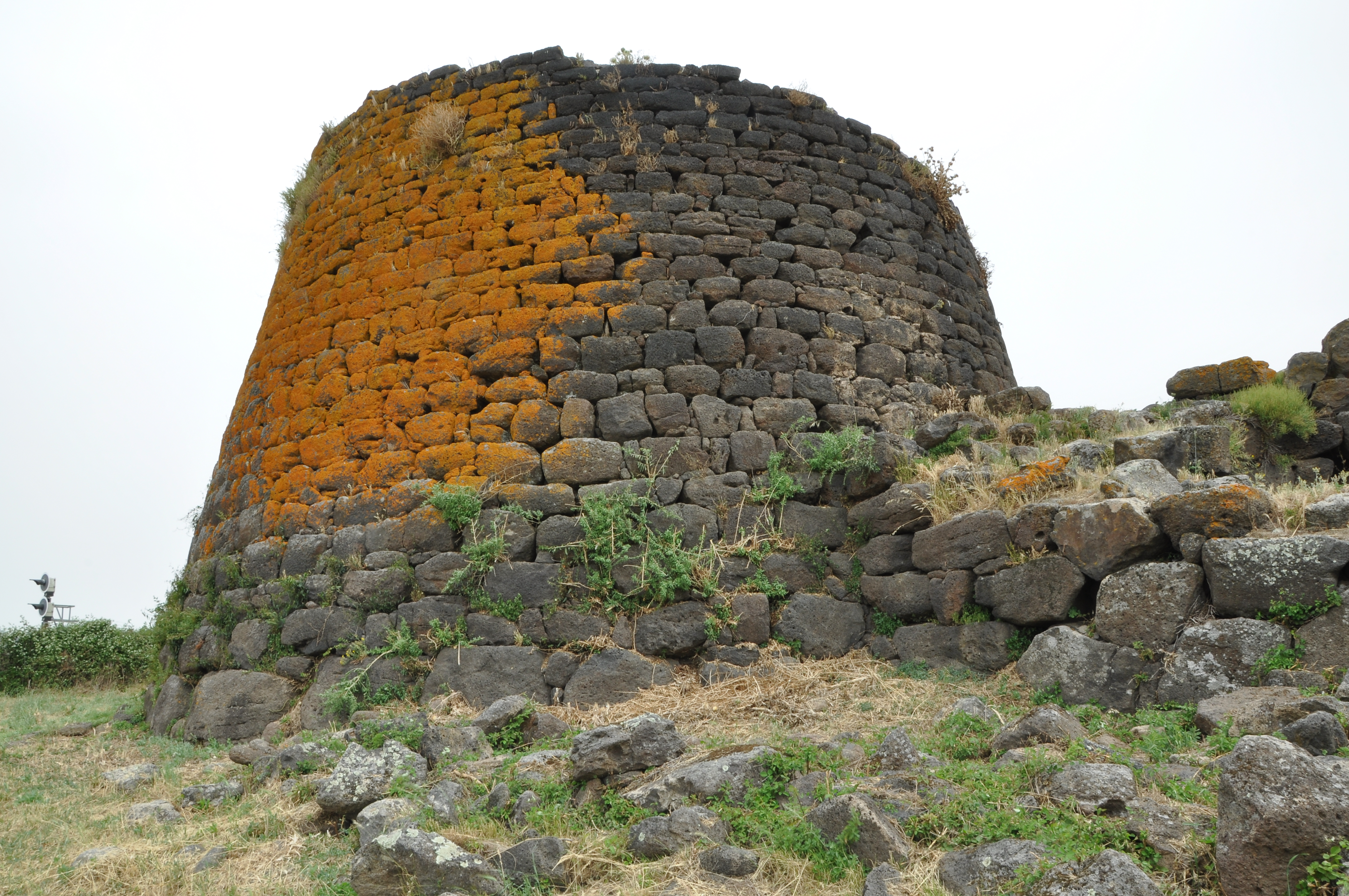
Nuraghe Oes

Il nuraghe è di tipo complesso e, come precedentemente accennato, al mastio è stato addossato - in addizione frontale da Nord Est a Sud Ovest - un bastione che racchiude all'interno un cortile scoperto e tre torri minori. L'insieme misura 25,00 x 27,50 m corrispondenti ad una superficie di circa 425 m². Il mastio sviluppa un perimetro esterno di 34,60 m, rilevabile sul tratto di circonferenza non interessato dalle murature che delimitano il bastione. Il diametro di base è di 16,15 m sull'asse Sud-Ovest - Nord-Est, mentre allo svettamento misura 13,00 m circa. Il paramento murario esterno conserva un'elevazione massima residua di 11,40 m rilevabile a Nord Est su 29 filari, mentre l'altezza massima dal piano di campagna è 13 m circa, rilevabile a Sud Est nel piano di svettamento della camera interna. Il bastione, dal profilo continuo e concavo-convesso, ha un perimetro di base di 52,00 m, una larghezza di 25,00 m circa, sull'asse Sud Ovest – Nord Est, cioè agli estremi della linea passante per le due torri marginali, e una profondità massima di 12,70 m, misurata tra il mastio e la massima sporgenza Sud Est. L'altezza residua è di 1,20 m circa nel prospetto Est, mentre quella massima è di 6,07 m in sommità alla torre Sud Ovest. Il mastio presenta il diametro maggiore tra quelli finora riscontrati nell'Isola ed è considerato uno dei più belli della Sardegna per forma e dimensioni. Il tronco di cono quasi perfetto cade da ogni parte con un'inclinazione uniforme di nove gradi circa. L'opera muraria presenta nel giro di base massi di basalto bolloso (pedra e mola) di notevoli dimensioni, sbozzati nella faccia a vista e posti in opera quasi poligonale, cui si sovrappongono 7-8 filari di blocchi sub-quadrati di dimensioni decrescenti, lavorati nella faccia a vista e regolarizzati con zeppe di rincalzo. Nel progredire dell'elevato l'opera muraria diviene più accurata, le pietre sempre più squadrate e rifinite, sovrapponendosi su corsi sempre più orizzontali, tanto che nella parte sommitale il paramento murario assume un aspetto di tipo isodomo. Il bastione fu realizzato in epoca successiva e presenta un paramento murario meno rifinito di quello della torre principale. I blocchi di basalto sono di proporzioni maggiori e ben lavorati nella faccia a vista, ma disposti generalmente in opera poligonale con l'ausilio di numerose zeppe di rincalzo. Nel settore in cui si apre l'ingresso settentrionale l'opera muraria è più curata ed è caratterizzata per la posa in opera di blocchi sub- quadrati sempre ben lavorati nella faccia a vista e disposti su corsi regolari.

### Ingresso principale
Sul prospetto Sud-Est del bastione si apre l'ingresso principale che immette nel successivo andito. L'apertura si presenta di forma trapezoidale (larghezza 1,15/0,90 m, altezza 1,55 m sull'interramento) ed è sormontata da un possente architrave, (lunghezza 1,50 m, altezza 0,50 m, profondità 1,10 m). Il vano di collegamento (andito) ha una lunghezza di 3,60 m, una larghezza di 1,15 - 1,90 m e l'altezza 1,50 m sull'interramento, presenta una sezione trapezoidale e copertura tabulata costituita da tre lastre di notevoli dimensioni.
Sulla parete sinistra dell'andito, a una distanza di 1,50 m dall'ingresso, si apre una porta di forma trapezoidale (larghezza 0,63/0,42 m, altezza 1,20 m), che introduce in una nicchia, disposta lungo l'asse Nord-Est - Sud-Ovest, lunga 3,60 m circa, larga 0,63-1,50 m e alta 1,80 m sull'interramento. Sulla parete fondale della nicchia suddetta si apre un angusto corridoio (cunicolo) della larghezza di 0,70/040 m, lunghezza 1,70 m circa, altezza 0,90/0,45 m, rialzato di 30 cm rispetto alla quota del pavimento. Il passaggio immette in un piccolo ambiente trasversale disposto lungo l'asse Sud-Est - Nord-Ovest che rileva una profondità di 1,00 m, una lunghezza totale di 2,60 m e un'altezza di 0,55 m sull'interramento. La parete fondale orientata a Nord-Ovest è interrotta da macerie e non è improbabile che quest'ambiente comunicasse con il corridoio di collegamento al cortile della camera inferiore nella torre Sud-Ovest.

### Cortile
Attraverso un ingresso a luce trapezoidale (larghezza 1,65-1,40 m, altezza 1,45 m sull'interramento), l'andito sboccava nel cortile oggi ricolmo di detriti. Le cortine murarie rilevabili nello svettamento del bastione (lunghezza 3,60 m sul lato Nord, 5,30 m sul lato Sud-Est, 1,40 m sul lato Sud-Ovest), induce a ipotizzare che si trattasse di un ambiente a pianta trapezoidale della superficie di circa 24 m². L'altezza del paramento murario, misurata in corrispondenza dello sbocco del sottostante corridoio Sud-Est, è di 3,10 m. Nel cortile si aprivano gli ingressi al mastio e agli ambienti del pianoterra inglobati nelle due torri marginali. Non è da escludere che attraverso una scala in muratura ricavata nella cortina Nord, fra l'ingresso alla torre e lo sbocco del corridoio sussidiario, si salisse al terrazzo del bastione sul quale si aprivano pure le porte che immettevano nelle camere soprelevate. A una distanza di 1,00 m dalla spalla destra che delimita l'andito, tra le macerie che riempiono il cortile s'individua un accesso di forma trapezoidale della larghezza di 0,70 m e un'altezza di 0,85 m sull'interramento (vano di collegamento). L'apertura è sormontata da un architrave posto a una quota di 65 cmi rispetto a quella che chiude l'andito anzi detto ed immette in un corridoio con copertura tabulare della lunghezza di 3,30 m e dell'altezza di 0,80 m sull'interramento. Appare certo che questo disimpegno collegasse il cortile alla camera inferiore della torre orientale, oggi ricolma di macerie.

### Torre Orientale
La torre in oggetto, ai tempi del La Marmora (1840), aveva un'altezza di 8,00 m e un diametro interno di 4,50 m circa. Allo stato attuale si evidenzia nella sommità del bastione un tratto semicircolare della lunghezza di 2,60 m che probabilmente delimitava la camera superiore. La camera posta al piano terreno in origine era accessibile attraverso il suddetto disimpegno comunicante con il cortile, mentre alla camera sovrastante (così come documentato da La Marmora) si accedeva da un ingresso orientato a Sud–Ovest che si apriva sulla terrazza del bastione. La torre Sud conserva parzialmente le camere dei due piani, divise da una risega che serviva da supporto per il solaio di calpestio costituito - si suppone - da un impalcato di legno, simile a quello degli ambienti interni della torre principale. Questa tecnica, se confermata, è riscontrabile in pochissimi nuraghi. La camera inferiore, quasi completamente ricolma di macerie, presenta una pianta circolare del diametro di 4,70 m e con un'altezza residua di 1,00/2,00 m sul riempimento. L'ambiente era marginato da almeno due nicchie di cui una si apriva nella parete Nord-Ovest e l'altra nella parete Sud-Ovest. La prima, evidente dall'interno della camera, presenta una piccola apertura (larghezza 0,80 m, altezza 0,20 m) appena emergente sul crollo, sormontata da un architrave accuratamente lavorato nella faccia a vista ma spezzato al centro. L'interno, di cui si possono vedere le sovrastrutture, presenta un profilo di pianta apparentemente ellittica (lunghezza 1,70 m, altezza 0,20/060 m) e una copertura costituita da 2/3 di lastre poste in opera tabulare. La seconda, rilevabile da una piccola breccia che si apre sulle cortine meridionali del bastione, evidenzia le sovrastrutture delle pareti laterali e una porzione dell'ingresso, attualmente ostruito dalle macerie che riempiono la camera. La pianta e la copertura presentano pressappoco le medesime caratteristiche della nicchia suddetta. Entrambi gli ambienti sono quasi completamente ricolmi di pietra e terriccio, per cui allo stato attuale non sono accessibili. La camera del piano primo conserva un tratto curvilineo della parete interna rivolto a Nord-Est (lunghezza 4,40 m, altezza 1,50 m sul piano della risega). L'ambiente era accessibile dalla sommità del bastione attraverso una porta orientata a Nord di cui oggi si conserva un tratto dello stipite sinistro (lunghezza 1,40 m - altezza 1,20 m). L'ingresso alla camera posta al piano terra si apriva probabilmente lungo la parete meridionale del cortile. Infatti nella parete Nord-Est, a una quota di 0,60 m circa, sotto il livello della risega, s'individua un'apertura architravata che prosegue in cunicolo disposto lungo l'asse Sud-Ovest - Nord-Est (larghezza 0,50 m, lunghezza 1,50 m circa, altezza 0,20-0,30 m sull'interramento). Non è improbabile che si tratti dello spiraglio di alleggerimento dell'ingresso sottostante. Sul paramento Sud, a una quota di 1,00 m sotto il livello della risega, s'individua un finestrino quadrangolare (larghezza 50 cmi, altezza 50 cmi sull'interramento) sormontato da un possente architrave, ben lavorato nella faccia a vista interna e con profilo inferiore leggermente arcuato. Non è da escludere che quest'apertura illuminasse la camera sottostante. L'opera muraria visibile nella camera inferiore è realizzata con blocchi di basalto di medie e grosse dimensioni, ben lavorati e leggermente ricurvi nella faccia a vista, e posti in opera su filari abbastanza regolari, mentre il paramento che residua della camera superiore è realizzato con blocchi di grosse dimensioni posti generalmente in opera poligonale.
L'apertura orientata a Nord di forma trapezoidale (larghezza 90-84 cmi, altezza 95 cmi sull'interramento) è sormontata da un architrave di notevoli dimensioni (lunghezza 2,20, altezza 0,55 m, profondità 1,10 m). Il vano di collegamento sboccava nel cortile in corrispondenza della parete settentrionale. L'andito presenta una sezione trapezoidale e una copertura tabulata realizzata con lastre di notevoli dimensioni, ed ha una lunghezza di 6,50 m, una larghezza di 1,50 m e un'altezza di 0,80 m sull'interramento. Sulla parete destra del corridoio suddetto, a una distanza di 2,50 m dall'imbocco, s'individua l'ingresso a una nicchia di guardia che allo stato attuale è difficilmente rilevabile poiché quasi totalmente interrata.

### Torre Sud-Est
Ai tempi del La Marmora, sullo svettamento del bastione si conservava una piccola torre che includeva una camera circolare del diametro di 3,00 m circa. Del manufatto originario si conserva un tratto curvilineo (lunghezza 2,20 m, altezza 0,90 m sul crollo), costituito da quattro pietre che delimitano la parete Sud-Ovest della camera. Altri due blocchi, perpendicolari al paramento esterno della torre, delimitavano l'ingresso della larghezza di 0,80 m, e un tratto (lunghezza 1,50 m) della parete Nord. L'ingresso al mastio orientato a Sud-Est è posto al piano terreno e allo stato attuale è occluso dai materiali di crollo che hanno riempito il cortile antistante. Pertanto l'accesso odierno è consentito dal finestrone posto sul piano primo e può essere raggiunto percorrendo la parte sommitale del bastione. L'apertura trapezoidale (larghezza 83-65 cmi, altezza 202 cmi), è sormontata da un architrave della lunghezza di 160 cmi, altezza 55 cmi, profondità 60 cmi. Lo spiraglio di alleggerimento risparmiato a un'altezza di 1,15 m dall'intradosso dell'architrave, è decentrato a Sud rispetto all'asse della sottostante apertura.
Il vano di collegamento presenta una copertura tabulata realizzata con lastre di notevoli dimensioni, ha una lunghezza 5,00 m e una larghezza di m 0,83-1,10 m. L'altezza è di 2,00 m sull'interramento, nel tratto iniziale; di 2,20 m nel tratto mediano in cui s'interseca il percorso della scala; di 1,60-1,30 m nel tratto finale che immette alla camera.
A una distanza di 2,40 m dallo stipite esterno del finestrone che illumina l'andito anzi detto, si aprono gli ingressi contrapposti del vano scala ricavato nello spessore della massa muraria. A destra sbocca la rampa che proviene dal piano terra, mentre a sinistra si apre l'imbocco dell'altra che conduce al piano superiore, ove interseca l'andito che immette nella camera del 2º piano e di qui prosegue sino allo svettamento. Il corridoio che scende al piano terra, parzialmente interrato, rileva un'altezza iniziale di 1,80 m e decresce progressivamente sino a 0,70 - 0,60 m in corrispondenza con l'intersezione dell'andito che dal cortile immetteva alla camera. Dell'antico vano di collegamento (attualmente ostruito dalle macerie che riempiono tutti gli ambienti interni), s'intravedono appena gli intradossi degli architravi che chiudono le due aperture affrontate. Coassiale allo sbocco del vano scala s'intravede l'imboccatura di un cunicolo che prosegue con sviluppo in apparenza curvilineo. Probabilmente si tratta delle sovrastrutture pertinenti la nicchia d'andito, ma non è da escludere che possa essere un corridoio anulare, simile a quello presente nella torre principale del vicino Nuraghe Santu Antine. Come già detto, nella parete sinistra del pianerottolo si apre l'accesso (larghezza 1,20 m) della seconda rampa che con un percorso orario (sviluppo 23 m, dislivello 3,80 m, pendenza 16,52%), giunge al piano superiore, intersecando l'andito che immette nella camera. L'altezza del vano è 2,20 m all'imbocco, e s'innalza gradualmente sino a 2,80 m circa, in prossimità dello sbocco in cui la sezione diviene più snella è slanciata, tanto da assumere una forma quasi ogivale. L'ultimo tratto della scala(sviluppo 21 m circa, dislivello 2,80 m, pendenza 13,33%) oggi a cielo aperto, prosegue con percorso a spirale sino alla sommità della torre ove s'interrompe bruscamente in corrispondenza dell'andito sottostante. Pertanto appare evidente che il percorso della scala proseguisse in origine sino al piano della terrazza, posto presumibilmente all'altezza di 18–20 m sul piano di campagna. Il vano interno presenta pareti aggettanti e copertura costituita da lastroni disposti in opera tabulare. L'opera muraria rispecchia pressappoco le caratteristiche riscontrate nel paramento esterno della torre. Per cui il primo tratto è caratterizzato per la posa in opera di blocchi sub quadrati di grosse e medie dimensioni, sbozzati nella faccia a vista e regolarizzati con zeppe di rincalzo, mentre il tratto intermedio è realizzato generalmente con pietre di minori dimensioni, ben lavorate nella faccia a vista e disposte con cura su filari perlopiù regolari. Tutto il percorso della scala risulta rischiarato da ampie feritoie realizzate alla base della rampa, disposte a distanza pressoché regolare di 3–6 m. A una distanza di 2,00 m circa dall'imbocco della scala, sulla parete sinistra è risparmiata una nicchia della larghezza di 0,55 m, un'altezza di 0,70 m e una profondità di 1,10 m circa. La nicchia presenta apertura architravata e copertura tabulare. Nella parete fondale dell'andito si apre l'ingresso alla camera del primo piano. L'apertura di forma trapezoidale (larghezza 1,10-0,80 m, altezza 1,30 m sull'interramento) è sormontata da un architrave dell'altezza di 30 cmi con sovrastante spiraglio di scarico quadrangolare (ampiezza 60x60 cmi, profondità 180 cmi circa).

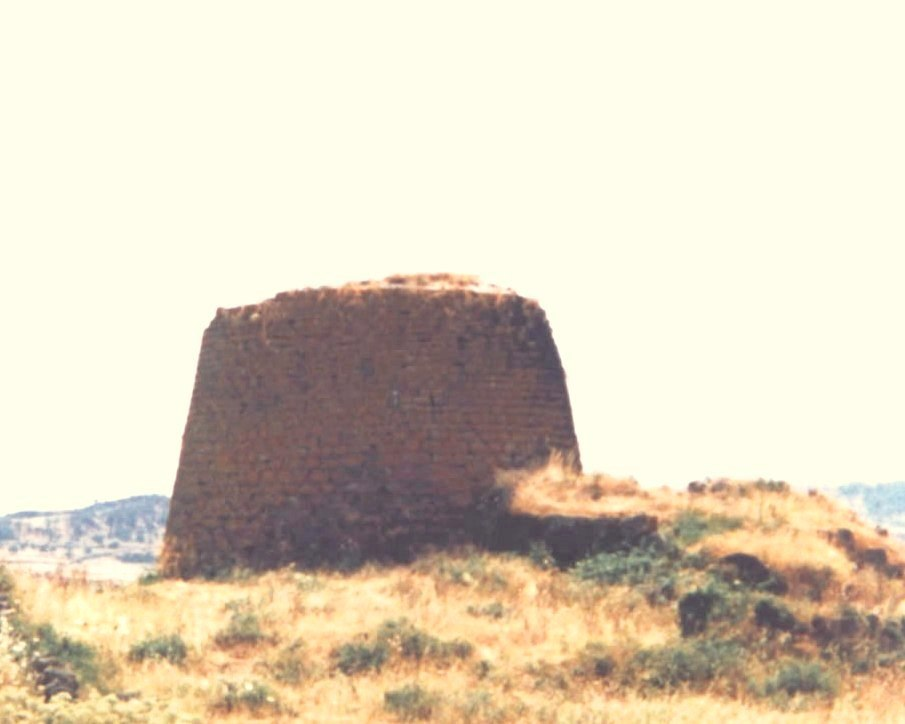
Nuraghe Oes: il mastio

### Mastio
Il mastio del nuraghe si compone di tre camere sovrapposte che in origine presentava volte a thòlos e successivamente solai intermedi costituiti da un impalcato di legno poggiante su una risega perimetrale della profondità di 25-50 cmi. L'ambiente del piano terreno è completamente ricolmo di macerie, mentre gli altri due sono oggi a cielo aperto poiché crollati e cioè i solai di piano e la psudocupola (thòlos) che sicuramente chiudeva la torre, formando una terrazza sommitale. La camera del piano primo, parzialmente interrata, presenta una forma ellittica il cui il diametro è di 4,30 m sull'asse Sud-Est - Nord-Ovest, e 3,75 m sull'asse Sud-Ovest - Nord-Est, mentre l'altezza massima residua è di 2,65 m, rilevabile in corrispondenza dell'ingresso, su otto filari. Anche l'ambiente della camera al secondo piano ha forma ellittica; i diametri rilevati alla base della risega sono: 5,00 m sull'asse Sud-Est - Nord-Ovest e 4,50 m sull'asse Sud-Ovest - Nord-Est. Il paramento murario ha un'altezza minima di 2,72 m nel lato Sud-Ovest, disposto su nove filari, mentre l'elevazione massima è 4,00 m rilevabile a Sud-Est, a destra dell'ingresso, su 13 filari. Nel paramento da Nord-Est a Sud-Ovest è risparmiata una rientranza (profondità 0,10-0,15 m) posta a un'altezza di 2,25 m dal piano della risega principale, probabilmente si tratta del supporto di un altro soppalco intermedio. La tessitura muraria di entrambe le camere è realizzata con pietre di medie e piccole dimensioni, ben rifinite nella faccia vista, poste in opera su filari pressoché orizzontali, con giunti regolarizzati da piccole scaglie allettate con malta argillosa. La scala interseca il pianerottolo del 2º piano che in origine era illuminato da un finestrone simile al sottostante. Ben conservato ai tempi di La Marmora, oggi è possibile rilevarne solo la posizione originaria tra i materiali posticci che hanno colmato una lacuna formatasi nel prospetto Sud. Infatti è evidente che il ripristino eseguito sommariamente negli anni 80, incorpora due o tre pietre cantonali, corrispondenti agli stipiti di base del finestrone anzi detto. Il corridoio di collegamento si conserva nel tratto terminale (lunghezza 1,25-1,35 m, larghezza 1,05-1,15 m) che immette nella camera attraverso un'apertura a luce trapezoidale (altezza 2,25 m, larghezza 1,05-0,70 m), sormontata da una piccola lastra che funge da architrave. Su quest'ingresso, ancora nei primi anni 70, era visibile un ampio spiraglio di scarico triangolare, di cui adesso si conserva una parte della spalla destra.

### Antemurale
Il monumento era circondato da una possente cinta muraria, di cui avanzano ampi resti nell'arco da Nord-Nord-Est a Sud-Sud-Ovest, formando all'interno un terrapieno ben distinto ed emergente rispetto alla piana. L'opera muraria è realizzata con blocchi di basalto di grosse proporzioni, sbozzati nella faccia a vista e disposti generalmente su corsi irregolari. L'antemurale è stato profondamente danneggiato dalla realizzazione del tracciato ferroviario sul lato Nord, mentre è discretamente conservato a Nord-Est, lungo la scarpata parallela al Riu Mannu (lunghezza 60 m circa, altezza 1,50-3,50 m), e a Sud-Ovest (lunghezza 35 m circa, altezza 0,50/2.20 m, larghezza 2 m circa), in cui era probabilmente ubicato un ingresso. Il lato Sud-Est (lunghezza 45 m circa, altezza massima 1,50 m) presenta tracce meno evidenti poiché murature in pietrame a secco realizzate in tempi recenti celano parzialmente la cortina originaria. Un altro tracciato murario(realizzato probabilmente in epoca posteriore e con pietrame di recupero (lunghezza 18 m circa), prosegue lungo l'asse Sud-Nord sino ad intersecare le strutture esterne limitanti la capanna Sud-Ovest. In direzione Sud-Est, nell'area in cui avanzano i resti della tomba dei giganti e del villaggio, si evidenziano altri due terrazzamenti artificiali, delimitati da tracciati murari costituiti da blocchi di grosse dimensioni, appena emergenti sul piano di campagna. Non è improbabile che in origine esistessero più cortine protettive.

#### Torri di guardia
L'antemurale era dotato di alcune torri di guardia di cui allo stato attuale residuano pochi resti in direzione Est e Sud-Ovest. Una di queste opere difensive, ubicata a una distanza di 50 m a Est del nuraghe Oes, sul limite della scarpata rocciosa scavata dal Riu Mannu, presenta un sufficiente stato di conservazione, per cui è stato possibile eseguire il rilievo plano altimetrico delle emergenze. La struttura si adatta alla conformazione del terreno, sfruttando la piattaforma basaltica naturale, che in tal modo è stata utilizzata come piede di fondazione. La torre di pianta leggermente ellittica (diametro m 7,40 lungo l'asse Est-Ovest e 7,70 m lungo l'asse Nord-Sud) rileva una circonferenza di 24 m circa alla base, un'altezza residua di 0,90 m sul lato meridionale e 2,60 m su cinque filari, lungo il prospetto a valle orientato a Nord-Est in cui la sovrastruttura appare parzialmente rinfiancata da un muro di controspinta. L'opera muraria è realizzata con blocchi di basalto di medie e grosse dimensioni, sbozzati nella faccia a vista e disposti in opera poligonale sul lato esterno, ma discretamente lavorati e disposti su corsi regolari all'interno. L'ingresso (larghezza 0,90 m, altezza residua 0,90 m) che si apre nella parete meridionale, immette attraverso un piccolo andito (lunghezza 1,50 m) nella camera interna. Il vano di pianta circolare tendente all'ellissi (diametro 4,20 m lungo l'asse Ovest-Est e 4,70 m lungo l'asse Nord-Sud, altezza massima residua 1,00 m), è ampiamente svettato, ricolmo di macerie e di fitta vegetazione arbustiva. I resti di una seconda torre, si rilevano con notevole difficoltà in direzione Ovest, a una distanza di 12 m dal monumento principale. La struttura visibile dalla sommità del nuraghe, presenta un profilo curvo, di cui residuano tre o quattro blocchi sul giro esterno, e 5-6 su quello interno. Allo stato attuale non è possibile eseguire un corretto rilievo, a causa del notevole interramento e della fitta vegetazione cresciuta sulle emergenze

#### Capanna Nord-Est
La capanna in oggetto, appena affiorante dal terreno, presenta una pianta circolare, di cui è possibile rilevare l'arco di cerchio orientato a Ovest che sottende una corda di 5,74 m. Lo spessore murario è di 1,30 m, mentre l'altezza massima residua è di 0,45 m.

#### Capanna Sud-Ovest
Inglobati tra il mastio e il bastione s'intravedono i resti di una struttura che parrebbe una capanna. Il manufatto di pianta poligonale presenta murature a doppio paramento realizzate con pietre di medie e piccole dimensioni. La muratura della larghezza di 130 cmi circa, conserva un'altezza residua di 0,30–090 m. L'ingresso (larghezza 90 cmi, altezza 90 cmi) si apre nella parete meridionale in corrispondenza dell'intersezione col paramento Sud-Ovest del bastione.

#### Tomba dei giganti
Nel settore orientale del complesso, a una distanza di 60 m circa dal monumento principale, tra le macerie delle capanne si individuano anche alcuni blocchi, sicuramente pertinenti ad una tomba dei giganti di tipo isodomo. Tra questi si evidenziano un archetto monolitico (lungo 0,90 m, largo 0,60 m e alto 0,60 m), una stele rettangolare adagiata nel terreno (larga 0,90 m, lunga 1,00 m e dello spessore di 0,20 m), con bordo perimetrale lavorato a formare una lunetta (larghezza 20 cmi circa), leggermente ribassato rispetto al piano interno, alcuni conci tronco piramidali, accuratamente lavorati a martellina. A una distanza di 15 m circa, in direzione Nord, si segnala una lastra (altezza 0,77 m, larghezza 1,15 m) riutilizzata a sostegno di un modesto terrapieno, che riporta sul lato a vista un anello (spezzato in sommità) della larghezza di 15 cmi, e incasso di 2 cmi rispetto al bordo esterno e al piano del cerchio interno (diametro 0,65 m). Non è da escludere che si tratti dei resti di un antico torchio di molitura.

#### Area sacra
L'area sacra posta a Est del nuraghe comprende i resti di un ampio recinto di forma vagamente esagonale (dim. 47,00x 36,00), e un tempietto a megaron di pianta rettangolare (m 12,30x6,50). L'opera muraria residua nei soli filari di fondazione è realizzata con massi di basalto, talora di grosse dimensioni, privi di lavorazione, generalmente infissi a coltello e disposti su doppio paramento. Tra l'area sacra e il nuraghe si evidenziano una ventina di massi infissi a coltello nel terreno, la cui disposizione ricorda un circolo megalitico di pianta grossomodo ellittica (diametro m 15,50/12). Limitrofa a quest'area, in direzione Ovest è presente una grossa lastra inclinata che parrebbe una stele di forma irregolarmente pentagonale, con un incavo circolare nella zona superiore. In direzione Est è visibile una grossa pietra di forma più o meno ogivale (alt. m 1,10 circa) infissa a coltello nel terreno rassomigliante a un piccolo betile. Il lato orientale sembra ben lavorato, mentre quello occidentale, più grossolano e in parte lacunoso, mostra un incavo circolare nella parte bassa.

#### Edificio di incerta tipologia
A una distanza di 75 m circa, dalle emergenze che chiudono a Sud-Est il recinto dell'area sacra, si rileva una struttura che a prima vista appare un insignificante cumulo di pietre. Tuttavia da un'attenta osservazione appare evidente che quelle macerie nascondono i resti di un'antica costruzione, danneggiata forse in modo irreversibile da un'incessante attività di demolizione. L'edificio disposto lungo l'asse Sud-Est - Nord-Ovest, si compone di un corpo di fabbrica con profilo di pianta vagamente rettangolare (dimensioni esterne 12,00x6,00 m, altezza massima 1,30 m rilevabile sul paramento Nord-Ovest). L'opera muraria, (larga 1,30 m circa) è realizzata a doppio filare con massi di basalto poliedrici, cui si alternano sui lati esterni alcuni blocchi parallelepipedi, ben lavorati nella faccia a vista, di cui uno sul prospetto Sud, presenta al centro un incavo circolare (dim. 0,25 m, prof. 0,10 m), con fondo concavo simile ad una scodella. L'ingresso all'ambiente rivolto a Sud-Est, (larg. 0,80 m, prof. 1,25 m), è delimitato sul lato destro da due pietre, appena emergenti sul piano di campagna, mentre lo stipite sinistro è costituito da un unico blocco infisso a coltello. Nell'area antistante l'ingresso, si rileva un tracciato murario a profilo angolare (lung. complessiva m 7,00), costituito da un unico filare di cinque grossi blocchi sbozzati sul lato esterno. Allo stato attuale è difficile dare a questa costruzione una corretta interpretazione tipologica, tuttavia non si può escludere a priori che possa trattarsi dei resti di un altro tempietto, anche se in apparenza dissimile da quello presente nella vicina area sacra.

#### Altre strutture
Sono evidenti in un ampio raggio, in direzione sud, e nelle alture prospicienti a est. In particolare si rileva il contorno parziale di un manufatto che parrebbe una cisterna scavata nel banco di roccia - resti di due capanne a pianta circolare, (diametro m 6,00, alt m 1,20- diametro m 4, alt m 1,00/1,30), realizzate a doppio paramento con blocchi di basalto di dimensioni decrescenti nel progredire dell'elevato - tracciati murari a profilo retto, e curvilineo, che residuano generalmente su un unico filare di fondazione, ma talora su due o più corsi, e tanti resti di macine, disseminate su un'ampia superficie.

## Stato di conservazione
Lo stato generale di conservazione appare discreto, anche grazie agli interventi di consolidamento realizzati negli anni ottanta del secolo scorso. Il restauro pur non essendo esteticamente apprezzabile, ha evitato i cedimenti che interessavano le murature superiori del mastio. Il bastione e i rispettivi ingressi presentano un avanzato stato di degrado statico. Si evidenzia infatti il cedimento della spalla destra dell'andito, che ha provocato lesioni preoccupanti nelle lastre di copertura. Altre preoccupanti lesioni sono evidenti nell'architrave che sormonta l'ingresso Nord, nelle lastre di copertura dei corridoi di collegamento, e in quelle che chiudono la nicchia Nord-Ovest interna alla torre meridionale. La muratura superiore limitante la stessa torre è instabile e prossima al crollo. Inoltre sul paramento murario orientato a Nord della torre principale a un'altezza di 6–7 m dal piano di campagna, si evidenzia un'inclinazione anomala, che non è imputabile a un'errata tecnica costruttiva: il mastio infatti cade da ogni parte con un'inclinazione quasi uniforme di 9 gradi circa. Pertanto, non è da escludere che detta incrinatura sia stata provocata dalla spinta delle macerie (150/180 m³ circa) presenti all'interno della torre.